# Jakub Samel

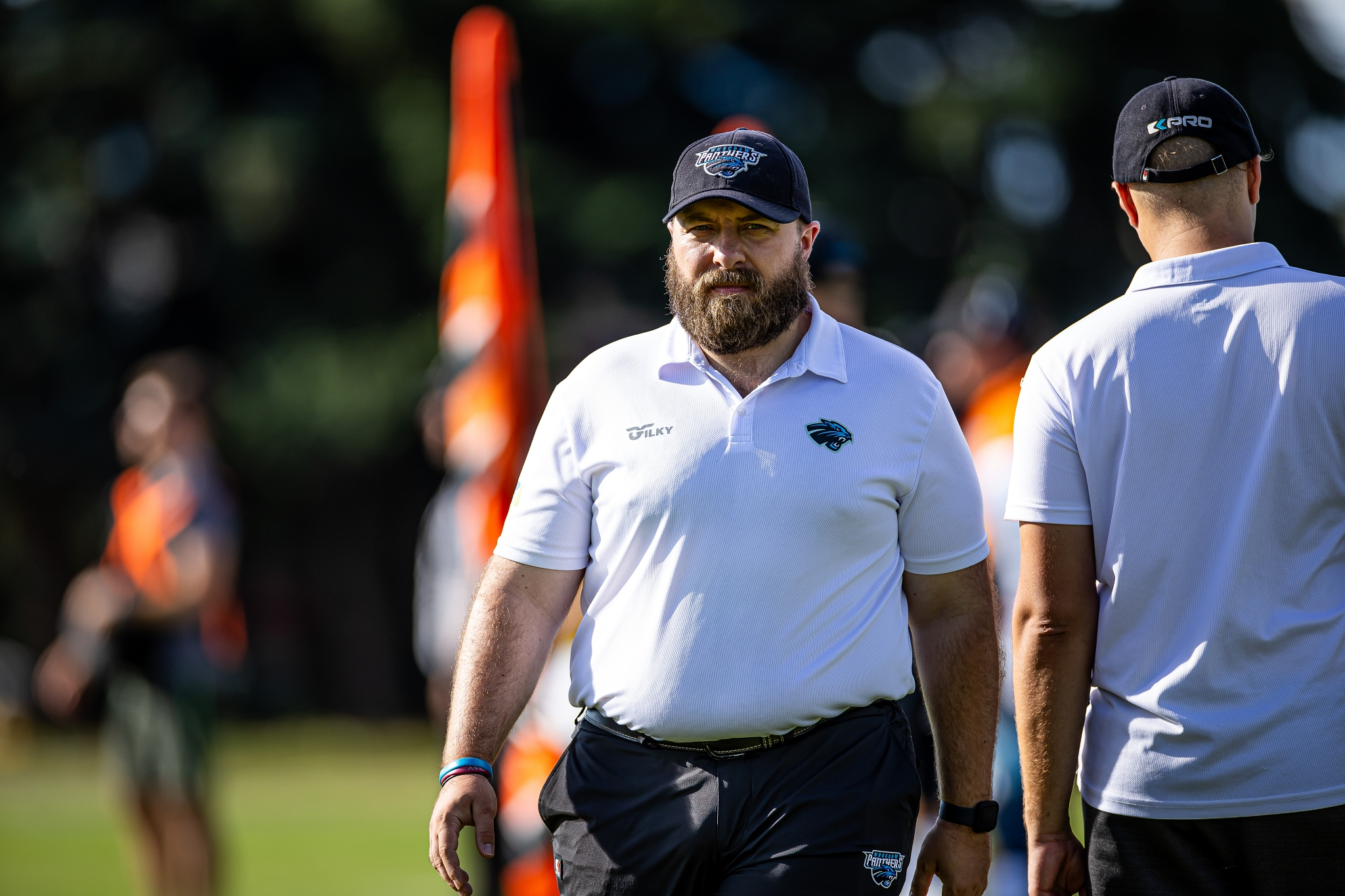
Jakub Samel

Jakub Samel (ur. 5 sierpnia 1988 w Katowicach) – polski trener futbolu amerykańskiego, selekcjoner reprezentacji Polski oraz dyrektor sportowy Panthers Wrocław.

## Kariera
Samel rozpoczął karierę w 2008 roku jako zawodnik w barwach Silesia Miners. Rok później wraz z zespołem został mistrzem Polski w futbolu amerykańskim. Na boisku występował na pozycji running backa oraz ofensywnego liniowego. W latach 2011-13 studiował fizjoterapię na Akademii Wychowania Fizycznego im. Jerzego Kukuczki w Katowicach.
W 2013 roku został trenerem głównym Silesia Rebels. Wcześniej pracował jako head coach zespołu młodzieżowego i drużyny rezerw. W 2016 roku dołączył jako trener linii ofensywnej do Panthers Wrocław, z którymi wywalczył tytuł mistrza Polski oraz Europy, wygrywając IFAF Champions League.
W 2020 roku Samel został trenerem głównym Panthers Wrocław, zdobywając w tym samym roku mistrzostwo Polski i pełniąc tę samą funkcję również podczas dwóch pierwszych sezonów w European League of Football. Pod koniec 2022 roku został dyrektorem sportowym Panthers Wrocław.
Od 2012 roku Samel zasiada w sztabie szkoleniowym reprezentacji Polski w futbolu amerykańskim, a od 2022 roku pełni w nim funkcję trenera głównego.
Samel rozwijał swoją karierę również w Stanach Zjednoczonych. W 2018 roku uczestniczył w obozie szkoleniowym w Troy University w Alabamie, a w 2019 roku w West Virginia University. W 2020 roku platforma Podyum wybrała go europejskim trenerem roku. W 2023 roku Samel otrzymał zaproszenie na przedsezonowy camp Cleveland Browns z NFL.